# Hideo Shinojima
Hideo Shinojima, född 21 januari 1910 i Tochigi prefektur, Japan, död 11 januari 1975, var en japansk fotbollsspelare.